# Brit Awards 2011
Les Brit Awards 2011 ont lieu le 15 février 2011 à l'O2 Arena à Londres. Il s'agit de la 31e cérémonie des Brit Awards, présentée par James Corden et diffusée en direct à la télévision sur la chaîne ITV.
Pour la première fois, la remise des prix a lieu à l'O2 Arena, alors que les onze éditions précédentes s'étaient déroulées à l'Earls Court Exhibition Centre. La statuette remise aux lauréats bénéficie d'un nouveau design imaginé par Vivienne Westwood.
Le prix du meilleur album international, non décerné l'an passé, est de retour.

## Interprétations sur scène
Plusieurs chansons sont interprétées lors de la cérémonie :
- Take That : Kidz
- Adele : Someone Like You
- Rihanna: Only Girl (In the World) / S&M / What's My Name?
- Mumford and Sons : Timshel
- Plan B : She Said / Prayin'
- Arcade Fire : Ready to Start
- Tinie Tempah, Eric Turner et Labrinth : Written in the Stars / Miami 2 Ibiza / Pass Out
- Justin Bieber et David Jensen: Baby
- Terry Wogan : The Floral Dance
- Cee Lo Green et Paloma Faith : Forget You

## Palmarès
Les lauréats apparaissent en caractères gras.

### Meilleur album britannique
- Sigh No More (en) de Mumford and Sons
  - The Defamation of Strickland Banks de Plan B
  - Progress de Take That
  - Disc-Overy de Tinie Tempah
  - xx de The xx

### Meilleur single britannique
- Pass Out (en) de Tinie Tempah
  - All Night Long de Alexandra Burke feat. Pitbull
  - When We Collide de Matt Cardle
  - Parachute de Cheryl Cole
  - Dynamite de Taio Cruz
  - You Got the Love de Florence and the Machine
  - Please Don't Let Me Go de Olly Murs
  - She Said de Plan B
  - This Ain't a Love Song de Scouting for Girls
  - All Time Low de The Wanted

Note : Le vainqueur est désigné par un vote des auditeurs de Capital Radio et des utilisateurs d'iTunes.

### Meilleur artiste solo masculin britannique
- Plan B
  - Robert Plant
  - Mark Ronson
  - Tinie Tempah
  - Paul Weller

### Meilleure artiste solo féminine britannique
- Laura Marling
  - Cheryl Cole
  - Paloma Faith
  - Ellie Goulding
  - Rumer

### Meilleur groupe britannique
- Take That
  - Biffy Clyro
  - Gorillaz
  - Mumford and Sons
  - The xx

Note : Le vainqueur est désigné par un vote des auditeurs de BBC Radio 2.

### Révélation britannique
- Tinie Tempah
  - Ellie Goulding
  - Mumford and Sons
  - Rumer
  - The xx

Note : Le vainqueur est désigné par un vote des auditeurs de BBC Radio 1.

### Meilleur producteur britannique
- Markus Dravs (en)
  - Ethan Johns (en)
  - John Leckie
  - Mike Pela (en)
  - Stuart Price

### Choix des critiques
- Jessie J
  - James Blake
  - The Vaccines

### Meilleur album international
- The Suburbs de Arcade Fire
  - Recovery de Eminem
  - The Lady Killer de Cee Lo Green
  - Come Around Sundown de Kings of Leon
  - Teenage Dream de Katy Perry

### Meilleur artiste solo masculin international
- Cee Lo Green
  - Eminem
  - David Guetta
  - Bruce Springsteen
  - Kanye West

### Meilleure artiste solo féminine internationale
- Rihanna
  - Alicia Keys
  - Kylie Minogue
  - Katy Perry
  - Robyn

### Meilleure groupe international
- Arcade Fire
  - The Black Eyed Peas
  - Kings of Leon
  - The Script
  - Vampire Weekend

### Révélation internationale
- Justin Bieber
  - distribution de la série télévisée musicale Glee
  - Bruno Mars
  - The National
  - The Temper Trap

Note : Le vainqueur est désigné par un vote des téléspectateurs de MTV.

### Prix de reconnaissance spéciale
- Terry Wogan

## Artistes à nominations multiples
- 4 nominations :
  - Tinie Tempah

- 3 nominations :
  - Mumford and Sons
  - Plan B
  - The xx

- 2 nominations :
  - Arcade Fire
  - Cheryl Cole
  - Eminem
  - Ellie Goulding
  - Cee Lo Green
  - Kings of Leon
  - Katy Perry
  - Rumer
  - Take That

## Artistes à récompenses multiples
- 2 récompenses :
  - Arcade Fire
  - Tinie Tempah